# Carl Joakim Brandt
Carl Joakim Brandt   (Nyborg, 15 d'agost de 1817 - Frederiksberg, 27 de desembre de 1889), va ser un historiador literari danès. Era fill del comerciant Frederik Ludvig Rønning i Hansmine Birgitte, nascuda Lorentzen.
Autor de salms representat al Llibre de salms danès per a l'església i la llar. Va ser el pare d'Ingeborg, casada amb l'historiador literari Frederik Rønning, que el 1892 va publicar una biografia de l'obra vital de Brandt.
Fins a l'època de Nicolai Frederick Severin Grundtvig, en què es va fundar "una escola popular popular danesa" (1853) com a alternativa a "l'escola secundària popular llatina i impopular", que era la universitat. El nom de l'escola era Grundtvig University College. Es trobava a "Marielyst" a Haraldsgade a Nørrebro i va començar el 3 de novembre de 1856. Carl Joakim Brandt es va convertir en el primer director de l'escola. L'ensenyament s'impartia en assignatures com treballs agrícoles, agricultura, química i pintura. A causa d'una base d'estudiants fallida, l'escola es va haver de tancar al cap d'uns quants anys. Brandt també va succeir a Grundtvig el 1872 com a sacerdot a la Fundació Vartov. També va ser un dels fundadors de "Dansk Kirketidende" el 1845, i es va convertir en l'editor del diari fins a la seva mort.
Com a científic va publicar una sèrie d'obres valuoses en poesia de salms, així com algunes obres sobre literatura anterior a la Reforma, com Den danske Psalmedigtning (2 volums, 1846-47) i Om Lundekanniken Christiern Pedersen og hans Skrifter (1882).
La seva importància com a escriptor de salms és més petita que com a traductor, però un petit nombre de textos de salms són de poesia pròpia, entre d'altres El rellotge marca, el temps passa, que va compondre el 1870 i va millorar el 1885. Brandt va esdevenir rector el 1860. A Holme Olstrup. Té un carrer prop de l'escola que porta el seu nom.